# ۲۲۵ (قمری)
۲۲۵ (قمری)، دویست و بیست و پنجمین سال در گاهشماری هجری قمری است. اول محرم این سال برابر با شانزدهم نوامبر سال ۸۳۹ میلادی است.